# Turul Franței 2020
Turul Franței 2020 a fost cea de a 107-a ediție a Turului Franței, unul dintre cele trei mari tururi care au loc anual. Programat inițial să ia startul pe 27 iunie 2020, a fost amânat până pe 29 august 2020 din cauza pandemiei de COVID-19 din Franța.
Competiția a fost câștigată de slovenul Tadej Pogačar de la UAE Team Emirates, fiind cel mai tânăr câștigător al acestei curse de după cel de-Al Doilea Război Mondial.

## Amânare
Turul Franței din 2020 a fost în pericol de a fi anulat ca urmare a pandemiei de COVID-19. La 14 aprilie, Uniunea Ciclistă Internațională (UCI) a anunțat că Le Tour 2020 va fi amânat până la 29 august, urmând ca Giro d’Italia și Vuelta a España să se desfășoare în octombrie.

## Echipe
Toate cele 19 echipe din UCI WorldTeams au fost invitate în mod automat și au fost obligate să participe la cursă. Trei echipe din UCI ProTeams au primit wild card-uri.

### Echipe UCI World
| - Ag2r-La Mondiale - Astana - Team Bahrain McLaren - Bora–Hansgrohe - CCC Pro Team - Cofidis - Deceuninck–Quick-Step - EF Pro Cycling - Groupama–FDJ - Ineos Grenadiers | - Israel Start-Up Nation - Lotto–Soudal - Mitchelton–Scott - Movistar Team - NTT Pro Cycling - Team Jumbo–Visma - Team Sunweb - Trek-Segafredo - UAE Team Emirates |  |

### Echipe continentale profesioniste UCI
| - Arkéa–Samsic - B&B Hotels–Vital Concept | - Total Direct Énergie |  |

## Etapele programate
| Etapa | Dată   | Start – Sosire                   | type           | Distanță (km) | Elevation (m) | Câștigător           | Liderul global     |
| ----- | ------ | -------------------------------- | -------------- | ------------- | ------------- | -------------------- | ------------------ |
| 1     | 29 aug | Nisa – Nisa                      | etapă de plat  | 156           | 1.596 m       | Alexander Kristoff   | Alexander Kristoff |
| 2     | 30 aug | Nisa – Nisa                      | etapă de munte | 186           | 4.044 m       | Julian Alaphilippe   | Julian Alaphilippe |
| 3     | 31 aug | Nisa – Sisteron                  | etapă de plat  | 198           | 2.978 m       | Caleb Ewan           | Julian Alaphilippe |
| 4     | 1 sep  | Sisteron – Orcières 1850         | etapă valonată | 160,5         | 3.200 m       | Primož Roglič        | Julian Alaphilippe |
| 5     | 2 sep  | Gap – Privas                     | etapă de plat  | 183           | 1.388 m       | Wout van Aert        | Adam Yates         |
| 6     | 3 sep  | Le Teil – Mont Aigoual           | etapă valonată | 191           | 3.087 m       | Alexei Luțenko       | Adam Yates         |
| 7     | 4 sep  | Millau – Lavaur                  | etapă de plat  | 168           | 2.007 m       | Wout van Aert        | Adam Yates         |
| 8     | 5 sep  | Cazères – Loudenvielle           | etapă de munte | 141           | 3.821 m       | Nans Peters          | Adam Yates         |
| 9     | 6 sep  | Pau – Laruns                     | etapă de munte | 153           | 3.500 m       | Tadej Pogačar        | Primož Roglič      |
| 10    | 8 sep  | Oléron – Ré                      | etapă de plat  | 168,5         | 528 m         | Sam Bennett          | Primož Roglič      |
| 11    | 9 sep  | Châtelaillon-Plage – Poitiers    | etapă de plat  | 167,5         | 1.004 m       | Caleb Ewan           | Primož Roglič      |
| 12    | 10 sep | Chauvigny – Sarran               | etapă valonată | 218           | 3.389 m       | Marc Hirschi         | Primož Roglič      |
| 13    | 11 sep | Châtel-Guyon – Puy Mary          | etapă de munte | 191,5         | 4.459 m       | Daniel Martínez      | Primož Roglič      |
| 14    | 12 sep | Clermont-Ferrand – Lyon          | etapă de plat  | 194           | 2.646 m       | Søren Kragh Andersen | Primož Roglič      |
| 15    | 13 sep | Lyon – Grand Colombier           | etapă de munte | 174,5         | 2.734 m       | Tadej Pogačar        | Primož Roglič      |
| 16    | 15 sep | La Tour-du-Pin – Villard-de-Lans | etapă de munte | 164           | 3.903 m       | Lennard Kämna        | Primož Roglič      |
| 17    | 16 sep | Grenoble – Col de la Loze        | etapă de munte | 170           | 4.430 m       | Miguel Ángel López   | Primož Roglič      |
| 18    | 17 sep | Méribel – La Roche-sur-Foron     | etapă de munte | 175           | 5.166 m       | Michał Kwiatkowski   | Primož Roglič      |
| 19    | 18 sep | Bourg-en-Bresse – Champagnole    | etapă de plat  | 166,5         | 2.208 m       | Søren Kragh Andersen | Primož Roglič      |
| 20    | 19 sep | Lure – Planche des Belles Filles |                | 36,2          | 962 m         | Tadej Pogačar        | Tadej Pogačar      |
| 21    | 20 sep | Mantes-la-Jolie – Paris          | etapă de plat  | 122           | 788 m         | Sam Bennett          | Tadej Pogačar      |

## Etape

### Etapa 1
29 august - Nice -  Nice - 156 km
| Loc | Concurent          | Echipă                   | Timp     |
| --- | ------------------ | ------------------------ | -------- |
| 1   | Alexander Kristoff | UAE Team Emirates        | 3h46'23" |
| 2   | Mads Pedersen      | Trek–Segafredo           | a.t.     |
| 3   | Cees Bol           | Team Sunweb              | a.t.     |
| 4   | Sam Bennett        | Deceuninck–Quick-Step    | a.t.     |
| 5   | Peter Sagan        | Bora–Hansgrohe           | a.t.     |
| 6   | Elia Viviani       | Cofidis                  | a.t.     |
| 7   | Giacomo Nizzolo    | NTT Pro Cycling          | a.t.     |
| 8   | Bryan Coquard      | B&B Hotels–Vital Concept | a.t.     |
| 9   | Anthony Turgis     | Total Direct Énergie     | a.t.     |
| 10  | Jasper Stuyven     | Trek–Segafredo           | a.t.     |

| Loc | Concurent          | Echipă                   | Timp     |
| --- | ------------------ | ------------------------ | -------- |
| 1   | Alexander Kristoff | UAE Team Emirates        | 3h46'23" |
| 2   | Mads Pedersen      | Trek–Segafredo           | a.t.     |
| 3   | Cees Bol           | Team Sunweb              | a.t.     |
| 4   | Sam Bennett        | Deceuninck–Quick-Step    | a.t.     |
| 5   | Peter Sagan        | Bora–Hansgrohe           | a.t.     |
| 6   | Elia Viviani       | Cofidis                  | a.t.     |
| 7   | Giacomo Nizzolo    | NTT Pro Cycling          | a.t.     |
| 8   | Bryan Coquard      | B&B Hotels–Vital Concept | a.t.     |
| 9   | Anthony Turgis     | Total Direct Énergie     | a.t.     |
| 10  | Jasper Stuyven     | Trek–Segafredo           | a.t.     |

### Etapa a 2-a
30 august - Nice -  Nice - 186 km
| Loc | Concurent             | Echipă                | Timp     |
| --- | --------------------- | --------------------- | -------- |
| 1   | Julian Alaphilippe    | Deceuninck–Quick-Step | 4h55'27" |
| 2   | Marc Hirschi          | Team Sunweb           | a.t.     |
| 3   | Adam Yates            | Mitchelton-Scott      | +1"      |
| 4   | Greg Van Avermaet     | CCC Pro Team          | +2"      |
| 5   | Sergio Andres Higuita | EF Pro Cycling        | +2"      |
| 6   | Bauke Mollema         | Trek-Segafredo        | +2"      |
| 7   | Alexei Luțenko        | Astana                | +2"      |
| 8   | Tadej Pogačar‎         | UAE Team Emirates     | +2"      |
| 9   | Maximilian Schachmann | Bora–Hansgrohe        | +2"      |
| 10  | Alberto Bettiol       | EF Pro Cycling        | +2"      |

| Loc | Concurent             | Echipă                | Timp     |
| --- | --------------------- | --------------------- | -------- |
| 1   | Julian Alaphilippe    | Deceuninck–Quick-Step | 8h41'35" |
| 2   | Adam Yates            | Mitchelton-Scott      | +4"      |
| 3   | Marc Hirschi          | Team Sunweb           | +7"      |
| 4   | Sergio Andres Higuita | EF Pro Cycling        | +17"     |
| 5   | Tadej Pogačar‎         | UAE Team Emirates     | +17"     |
| 6   | Esteban Chaves        | Mitchelton-Scott      | +17"     |
| 7   | Davide Formolo        | UAE Team Emirates     | +17"     |
| 8   | Egan Bernal           | Ineos Grenadiers      | +17"     |
| 9   | Richard Carapaz       | Ineos Grenadiers      | +17"     |
| 10  | Tom Dumoulin          | Team Jumbo–Visma      | +17"     |

### Etapa a 3-a
31 august - Nice -  Sisteron - 198 km
| Loc | Concurent         | Echipă                   | Timp     |
| --- | ----------------- | ------------------------ | -------- |
| 1   | Caleb Ewan        | Lotto–Soudal             | 5h17'42" |
| 2   | Sam Bennett       | Deceuninck–Quick-Step    | a.t.     |
| 3   | Giacomo Nizzolo   | NTT Pro Cycling          | a.t.     |
| 4   | Hugo Hofstetter   | Israel Start-Up Nation   | a.t.     |
| 5   | Peter Sagan       | Bora–Hansgrohe           | a.t.     |
| 6   | Edward Theuns     | Trek-Segafredo           | a.t.     |
| 7   | Cees Bol          | Team Sunweb              | a.t.     |
| 8   | Matteo Trentin    | CCC Pro Team             | a.t.     |
| 9   | Bryan Coquard     | B&B Hotels–Vital Concept | a.t.     |
| 10  | Niccolò Bonifazio | Total Direct Énergie     | a.t.     |

| Loc | Concurent             | Echipă                | Timp      |
| --- | --------------------- | --------------------- | --------- |
| 1   | Julian Alaphilippe    | Deceuninck–Quick-Step | 13h59'17" |
| 2   | Adam Yates            | Mitchelton-Scott      | +4"       |
| 3   | Marc Hirschi          | Team Sunweb           | +7"       |
| 4   | Tadej Pogačar‎         | UAE Team Emirates     | +17"      |
| 5   | Davide Formolo        | UAE Team Emirates     | +17"      |
| 6   | Egan Bernal           | Ineos Grenadiers      | +17"      |
| 7   | Tom Dumoulin          | Team Jumbo–Visma      | +17"      |
| 8   | Sergio Andres Higuita | EF Pro Cycling        | +17"      |
| 9   | Guillaume Martin      | Cofidis               | +17"      |
| 10  | Esteban Chaves        | Mitchelton-Scott      | +17"      |

### Etapa a 4-a
1 septembrie - Sisteron -  Orcières - 160,5 km
| Loc | Concurent          | Echipă                | Timp     |
| --- | ------------------ | --------------------- | -------- |
| 1   | Primož Roglič      | Team Jumbo–Visma      | 4h07'47" |
| 2   | Tadej Pogačar      | UAE Team Emirates     | a.t.     |
| 3   | Guillaume Martin   | Cofidis               | a.t.     |
| 4   | Nairo Quintana     | Arkéa–Samsic          | a.t.     |
| 5   | Julian Alaphilippe | Deceuninck–Quick-Step | a.t.     |
| 6   | Miguel Ángel López | Astana                | a.t.     |
| 7   | Egan Bernal        | Ineos Grenadiers      | a.t.     |
| 8   | Thibaut Pinot      | Groupama–FDJ          | a.t.     |
| 9   | Mikel Landa        | Bahrain–McLaren       | a.t.     |
| 10  | Adam Yates         | Mitchelton-Scott      | a.t.     |

| Loc | Concurent          | Echipă                | Timp      |
| --- | ------------------ | --------------------- | --------- |
| 1   | Julian Alaphilippe | Deceuninck–Quick-Step | 18h07'04" |
| 2   | Adam Yates         | Mitchelton-Scott      | +4"       |
| 3   | Primož Roglič      | Team Jumbo–Visma      | +7"       |
| 4   | Tadej Pogačar‎      | UAE Team Emirates     | +11"      |
| 5   | Guillaume Martin   | Cofidis               | +13"      |
| 6   | Egan Bernal        | Ineos Grenadiers      | +17"      |
| 7   | Tom Dumoulin       | Team Jumbo–Visma      | +17"      |
| 8   | Esteban Chaves     | Mitchelton-Scott      | +17"      |
| 9   | Nairo Quintana     | Arkéa–Samsic          | +17"      |
| 10  | Miguel Ángel López | Astana                | +17"      |

### Etapa a 5-a
2 septembrie - Gap -  Privas - 183 km
| Loc | Concurent         | Echipă                   | Timp     |
| --- | ----------------- | ------------------------ | -------- |
| 1   | Wout Van Aert     | Team Jumbo–Visma         | 4h21'22" |
| 2   | Cees Bol          | Team Sunweb              | a.t.     |
| 3   | Sam Bennett       | Deceuninck–Quick-Step    | a.t.     |
| 4   | Peter Sagan       | Bora–Hansgrohe           | a.t.     |
| 5   | Jasper Stuyven    | Trek–Segafredo           | a.t.     |
| 6   | Luka Mezgec       | Mitchelton–Scott         | a.t.     |
| 7   | Bryan Coquard     | B&B Hotels–Vital Concept | a.t.     |
| 8   | Caleb Ewan        | Lotto-Soudal             | a.t.     |
| 9   | Clément Venturini | Ag2r-La Mondiale         | a.t.     |
| 10  | Hugo Hofstetter   | Israel Start-Up Nation   | a.t.     |

| Loc | Concurent          | Echipă            | Timp      |
| --- | ------------------ | ----------------- | --------- |
| 1   | Adam Yates         | Mitchelton-Scott  | 22h28'30" |
| 2   | Primož Roglič      | Team Jumbo–Visma  | +3"       |
| 3   | Tadej Pogačar‎      | UAE Team Emirates | +7"       |
| 4   | Guillaume Martin   | Cofidis           | +9"       |
| 5   | Egan Bernal        | Ineos Grenadiers  | +13"      |
| 6   | Tom Dumoulin       | Team Jumbo–Visma  | +13"      |
| 7   | Nairo Quintana     | Arkéa–Samsic      | +13"      |
| 8   | Esteban Chaves     | Mitchelton-Scott  | +13"      |
| 9   | Miguel Ángel López | Astana            | +13"      |
| 10  | Romain Bardet      | Ag2r-La Mondiale  | +13"      |

### Etapa a 6-a
3 septembrie - Le Teil -  Mont Aigoual - 191 km
| Loc | Concurent          | Echipă                | Timp     |
| --- | ------------------ | --------------------- | -------- |
| 1   | Alexei Luțenko     | Astana                | 4h32'34" |
| 2   | Jesús Herrada      | Cofidis               | +55"     |
| 3   | Greg Van Avermaet  | CCC Pro Team          | +2'15"   |
| 4   | Neilson Powless    | EF Pro Cycling        | +2'17"   |
| 5   | Julian Alaphilippe | Deceuninck–Quick-Step | +2'52"   |
| 6   | Bauke Mollema      | Trek–Segafredo        | +2'53"   |
| 7   | Michał Kwiatkowski | Ineos Grenadiers      | +2'53"   |
| 8   | Egan Bernal        | Ineos Grenadiers      | +2'53"   |
| 9   | Richard Carapaz    | Ineos Grenadiers      | +2'53"   |
| 10  | Adam Yates         | Mitchelton-Scott      | +2'53"   |

| Loc | Concurent          | Echipă            | Timp      |
| --- | ------------------ | ----------------- | --------- |
| 1   | Adam Yates         | Mitchelton-Scott  | 27h03'57" |
| 2   | Primož Roglič      | Team Jumbo–Visma  | +3"       |
| 3   | Tadej Pogačar‎      | UAE Team Emirates | +7"       |
| 4   | Guillaume Martin   | Cofidis           | +9"       |
| 5   | Egan Bernal        | Ineos Grenadiers  | +13"      |
| 6   | Tom Dumoulin       | Team Jumbo–Visma  | +13"      |
| 7   | Esteban Chaves     | Mitchelton-Scott  | +13"      |
| 8   | Nairo Quintana     | Arkéa–Samsic      | +13"      |
| 9   | Romain Bardet      | Ag2r-La Mondiale  | +13"      |
| 10  | Miguel Ángel López | Astana            | +13"      |

### Etapa a 7-a
4 septembrie - Millau -  Lavaur - 168 km
| Loc | Concurent            | Echipă                   | Timp    |
| --- | -------------------- | ------------------------ | ------- |
| 1   | Wout Van Aert        | Team Jumbo–Visma         | 3h32'3" |
| 2   | Edvald Boasson Hagen | NTT Pro Cycling          | a.t.    |
| 3   | Bryan Coquard        | B&B Hotels–Vital Concept | a.t.    |
| 4   | Christophe Laporte   | Cofidis                  | a.t.    |
| 5   | Jasper Stuyven       | Trek–Segafredo           | a.t.    |
| 6   | Clément Venturini    | Ag2r-La Mondiale         | a.t.    |
| 7   | Hugo Hofstetter      | Israel Start-Up Nation   | a.t.    |
| 8   | Egan Bernal          | Ineos Grenadiers         | a.t.    |
| 9   | Adam Yates           | Mitchelton-Scott         | a.t.    |
| 10  | Alejandro Valverde   | Movistar Team            | a.t.    |

| Loc | Concurent          | Echipă           | Timp      |
| --- | ------------------ | ---------------- | --------- |
| 1   | Adam Yates         | Mitchelton-Scott | 30h36'00" |
| 2   | Primož Roglič      | Team Jumbo–Visma | +3"       |
| 3   | Guillaume Martin   | Cofidis          | +9"       |
| 4   | Egan Bernal        | Ineos Grenadiers | +13"      |
| 5   | Tom Dumoulin       | Team Jumbo–Visma | +13"      |
| 6   | Nairo Quintana     | Arkéa–Samsic     | +13"      |
| 7   | Romain Bardet      | Ag2r-La Mondiale | +13"      |
| 8   | Miguel Ángel López | Astana           | +13"      |
| 9   | Thibaut Pinot      | Groupama–FDJ     | +13"      |
| 10  | Rigoberto Uran     | EF Pro Cycling   | +13"      |

### Etapa a 8-a
5 septembrie - Cazères -  Loudenvielle - 141 km
| Loc | Concurent            | Echipă                   | Timp     |
| --- | -------------------- | ------------------------ | -------- |
| 1   | Nans Peters          | Ag2r-La Mondiale         | 4h02'12" |
| 2   | Toms Skujiņš         | Trek–Segafredo           | +47"     |
| 3   | Carlos Verona        | Movistar Team            | +47"     |
| 4   | Ilnur Zakarin        | CCC Pro Team             | +1'09"   |
| 5   | Neilson Powless      | EF Pro Cycling           | +1'41"   |
| 6   | Ben Hermans          | Israel Start-Up Nation   | +3'42"   |
| 7   | Quentin Pacher       | B&B Hotels–Vital Concept | +3'42"   |
| 8   | Søren Kragh Andersen | Team Sunweb              | +4'04"   |
| 9   | Tadej Pogačar        | UAE Team Emirates        | +6'01"   |
| 10  | Romain Bardet        | Ag2r-La Mondiale         | +6'38"   |

| Loc | Concurent          | Echipă            | Timp      |
| --- | ------------------ | ----------------- | --------- |
| 1   | Adam Yates         | Mitchelton-Scott  | 34h44'52" |
| 2   | Primož Roglič      | Team Jumbo–Visma  | +3"       |
| 3   | Guillaume Martin   | Cofidis           | +9"       |
| 4   | Romain Bardet      | Ag2r-La Mondiale  | +11"      |
| 5   | Egan Bernal        | Ineos Grenadiers  | +13"      |
| 6   | Nairo Quintana     | Arkéa–Samsic      | +13"      |
| 7   | Miguel Ángel López | Astana            | +13"      |
| 8   | Rigoberto Uran     | EF Pro Cycling    | +13"      |
| 9   | Tadej Pogačar      | UAE Team Emirates | +48"      |
| 10  | Enric Mas          | Movistar Team     | +1'00"    |

### Etapa a 9-a
6 septembrie - Pau - Laruns - 153 km
| Loc | Concurent        | Echipă               | Timp     |
| --- | ---------------- | -------------------- | -------- |
| 1   | Tadej Pogačar    | UAE Team Emirates    | 3h55'17" |
| 2   | Primož Roglič    | Team Jumbo–Visma     | a.t.     |
| 3   | Marc Hirschi     | Team Sunweb          | a.t.     |
| 4   | Egan Bernal      | Ineos Grenadiers     | a.t.     |
| 5   | Mikel Landa      | Team Bahrain McLaren | a.t      |
| 6   | Bauke Mollema    | Trek-Segafredo       | +11"     |
| 7   | Guillaume Martin | Cofidis              | +11"     |
| 8   | Romain Bardet    | Ag2r-La Mondiale     | +11"     |
| 9   | Richie Porte     | Trek-Segafredo       | +6'01"   |
| 10  | Rigoberto Uran   | EF Pro Cycling       | +11"     |

| Loc | Concurent          | Echipă               | Timp      |
| --- | ------------------ | -------------------- | --------- |
| 1   | Primož Roglič      | Team Jumbo–Visma     | 38h40'01" |
| 2   | Egan Bernal        | Ineos Grenadiers     | +21"      |
| 3   | Guillaume Martin   | Cofidis              | +28"      |
| 4   | Romain Bardet      | Ag2r-La Mondiale     | +30"      |
| 5   | Nairo Quintana     | Arkéa–Samsic         | +32"      |
| 6   | Rigoberto Uran     | EF Pro Cycling       | +32"      |
| 7   | Tadej Pogačar      | UAE Team Emirates    | +44"      |
| 8   | Adam Yates         | Mitchelton-Scott     | +1'02"    |
| 9   | Miguel Ángel López | Astana               | +1'15"    |
| 10  | Mikel Landa        | Team Bahrain McLaren | +1'42"    |

### Etapa a 10-a
8 septembrie - Oléron - Ré - 168,5 km
| Loc | Concurent      | Echipă                   | Timp     |
| --- | -------------- | ------------------------ | -------- |
| 1   | Sam Bennett    | Deceuninck–Quick-Step    | 3h35'22" |
| 2   | Caleb Ewan     | Lotto–Soudal             | a.t.     |
| 3   | Peter Sagan    | Bora–Hansgrohe           | a.t.     |
| 4   | Elia Viviani   | Cofidis                  | a.t.     |
| 5   | Mads Pedersen  | Trek–Segafredo           | a.t      |
| 6   | André Greipel  | Israel Start-Up Nation   | a.t      |
| 7   | Bryan Coquard  | B&B Hotels–Vital Concept | a.t.     |
| 8   | Cees Bol       | Team Sunweb              | a.t.     |
| 9   | Jasper Stuyven | Trek-Segafredo           | a.t.     |
| 10  | Luka Mezgec    | Mitchelton–Scott         | a.t.     |

| Loc | Concurent          | Echipă               | Timp      |
| --- | ------------------ | -------------------- | --------- |
| 1   | Primož Roglič      | Team Jumbo–Visma     | 42h15'23" |
| 2   | Egan Bernal        | Ineos Grenadiers     | +21"      |
| 3   | Guillaume Martin   | Cofidis              | +28"      |
| 4   | Romain Bardet      | Ag2r-La Mondiale     | +30"      |
| 5   | Nairo Quintana     | Arkéa–Samsic         | +32"      |
| 6   | Rigoberto Uran     | EF Pro Cycling       | +32"      |
| 7   | Tadej Pogačar      | UAE Team Emirates    | +44"      |
| 8   | Adam Yates         | Mitchelton-Scott     | +1'02"    |
| 9   | Miguel Ángel López | Astana               | +1'15"    |
| 10  | Mikel Landa        | Team Bahrain McLaren | +1'42"    |

### Etapa a 11-a
9 septembrie - Châtelaillon-Plage - Poitiers - 167,5 km
| Loc | Concurent         | Echipă                   | Timp     |
| --- | ----------------- | ------------------------ | -------- |
| 1   | Caleb Ewan        | Lotto–Soudal             | 4h00'01" |
| 2   | Sam Bennett       | Deceuninck–Quick-Step    | a.t.     |
| 3   | Wout van Aert     | Team Jumbo Vista         | a.t.     |
| 4   | Bryan Coquard     | B&B Hotels–Vital Concept | a.t.     |
| 5   | Clément Venturini | Ag2r-La Mondiale         | a.t      |
| 6   | Mads Pedersen     | Trek–Segafredo           | a.t      |
| 7   | Luka Mezgec       | Mitchelton–Scott         | a.t.     |
| 8   | Hugo Hofstetter   | Israel Start-Up Nation   | a.t.     |
| 9   | Oliver Naesen     | Ag2r-La Mondiale         | a.t.     |
| 10  | Ryan Gibbons      | NTT Pro Cycling          | a.t.     |

| Loc | Concurent          | Echipă               | Timp      |
| --- | ------------------ | -------------------- | --------- |
| 1   | Primož Roglič      | Team Jumbo–Visma     | 46h15'24" |
| 2   | Egan Bernal        | Ineos Grenadiers     | +21"      |
| 3   | Guillaume Martin   | Cofidis              | +28"      |
| 4   | Romain Bardet      | Ag2r-La Mondiale     | +30"      |
| 5   | Nairo Quintana     | Arkéa–Samsic         | +32"      |
| 6   | Rigoberto Uran     | EF Pro Cycling       | +32"      |
| 7   | Tadej Pogačar      | UAE Team Emirates    | +44"      |
| 8   | Adam Yates         | Mitchelton-Scott     | +1'02"    |
| 9   | Miguel Ángel López | Astana               | +1'15"    |
| 10  | Mikel Landa        | Team Bahrain McLaren | +1'42"    |

### Etapa a 12-a
10 septembrie - Chauvigny - Sarran - 218 km
| Loc | Concurent             | Echipă                   | Timp     |
| --- | --------------------- | ------------------------ | -------- |
| 1   | Marc Hirschi          | Team Sunweb              | 5h08'49" |
| 2   | Pierre Rolland        | B&B Hotels–Vital Concept | +47"     |
| 3   | Søren Kragh Andersen  | Team Sunweb              | +52"     |
| 4   | Quentin Pacher        | B&B Hotels–Vital Concept | +52"     |
| 5   | Jesús Herrada         | Cofidis                  | +52"     |
| 6   | Maximilian Schachmann | Bora–Hansgrohe           | +52"     |
| 7   | Hugo Houle            | Astana                   | +52"     |
| 8   | Sébastien Reichenbach | Groupama–FDJ             | +52"     |
| 9   | Kenny Elissonde       | Trek–Segafredo           | +52"     |
| 10  | Nicolas Roche         | Team Sunweb              | +52"     |

| Loc | Concurent          | Echipă               | Timp      |
| --- | ------------------ | -------------------- | --------- |
| 1   | Primož Roglič      | Team Jumbo–Visma     | 51h26'46" |
| 2   | Egan Bernal        | Ineos Grenadiers     | +21"      |
| 3   | Guillaume Martin   | Cofidis              | +28"      |
| 4   | Romain Bardet      | Ag2r-La Mondiale     | +30"      |
| 5   | Nairo Quintana     | Arkéa–Samsic         | +32"      |
| 6   | Rigoberto Uran     | EF Pro Cycling       | +32"      |
| 7   | Tadej Pogačar      | UAE Team Emirates    | +44"      |
| 8   | Adam Yates         | Mitchelton-Scott     | +1'02"    |
| 9   | Miguel Ángel López | Astana               | +1'15"    |
| 10  | Mikel Landa        | Team Bahrain McLaren | +1'42"    |

### Etapa a 13-a
11 septembrie - Châtel-Guyon - Puy Mary - 191,5 km
| Loc | Concurent             | Echipă                   | Timp     |
| --- | --------------------- | ------------------------ | -------- |
| 1   | Daniel Martínez       | EF Pro Cycling           | 5h01'47" |
| 2   | Lennard Kämna         | Bora–Hansgrohe           | +4"      |
| 3   | Maximilian Schachmann | Bora–Hansgrohe           | +51"     |
| 4   | Valentin Madouas      | Groupama–FDJ             | +1'33"   |
| 5   | Pierre Rolland        | B&B Hotels–Vital Concept | +1'42"   |
| 6   | Nicolas Edet          | Cofidis                  | +1'53"   |
| 7   | Simon Geschke         | CCC Pro Team             | +2'35"   |
| 8   | Marc Soler            | Movistar Team            | +2'43"   |
| 9   | Hugh Carthy           | EF Pro Cycling           | +3'18"   |
| 10  | David de la Cruz      | UAE Team Emirates        | +3'52"   |

| Loc | Concurent          | Echipă               | Timp      |
| --- | ------------------ | -------------------- | --------- |
| 1   | Primož Roglič      | Team Jumbo–Visma     | 56h34'35" |
| 2   | Tadej Pogačar      | UAE Team Emirates    | +44"      |
| 3   | Egan Bernal        | Ineos Grenadiers     | +59"      |
| 4   | Rigoberto Uran     | EF Pro Cycling       | +1'10"    |
| 5   | Nairo Quintana     | Arkéa–Samsic         | +1'12"    |
| 6   | Miguel Ángel López | Astana               | +1'31"    |
| 7   | Adam Yates         | Mitchelton-Scott     | +1'42"    |
| 8   | Mikel Landa        | Team Bahrain McLaren | +1'31"    |
| 9   | Richie Porte       | Trek–Segafredo       | +2'06"    |
| 10  | Enric Mas          | Movistar Team        | +2'54"    |

### Etapa a 14-a
12 septembrie - Clermont-Ferrand - Lyon - 194 km
| Loc | Concurent            | Echipă           | Timp     |
| --- | -------------------- | ---------------- | -------- |
| 1   | Søren Kragh Andersen | Team Sunweb      | 4h28'10" |
| 2   | Luka Mezgec          | Mitchelton–Scott | +15"     |
| 3   | Simone Consonni      | Cofidis          | +15"     |
| 4   | Peter Sagan          | Bora–Hansgrohe   | +15"     |
| 5   | Casper Pedersen      | Team Sunweb      | +15"     |
| 6   | Jasper Stuyven       | Trek–Segafredo   | +15"     |
| 7   | Tony Martin          | Team Jumbo–Visma | +15"     |
| 8   | Oliver Naesen        | Ag2r-La Mondiale | +15"     |
| 9   | Sonny Colbrelli      | Bahrain–McLaren  | +15"     |
| 10  | Marc Hirschi         | Team Sunweb      | +15"     |

| Loc | Concurent          | Echipă               | Timp      |
| --- | ------------------ | -------------------- | --------- |
| 1   | Primož Roglič      | Team Jumbo–Visma     | 61h03'00" |
| 2   | Tadej Pogačar      | UAE Team Emirates    | +44"      |
| 3   | Egan Bernal        | Ineos Grenadiers     | +59"      |
| 4   | Rigoberto Uran     | EF Pro Cycling       | +1'10"    |
| 5   | Nairo Quintana     | Arkéa–Samsic         | +1'12"    |
| 6   | Miguel Ángel López | Astana               | +1'31"    |
| 7   | Adam Yates         | Mitchelton-Scott     | +1'42"    |
| 8   | Mikel Landa        | Team Bahrain McLaren | +1'55"    |
| 9   | Richie Porte       | Trek–Segafredo       | +2'06"    |
| 10  | Enric Mas          | Movistar Team        | +2'54"    |

### Etapa a 15-a
13 septembrie - Lyon - Grand Colombier - 174,5 km
| Loc | Concurent          | Echipă               | Timp     |
| --- | ------------------ | -------------------- | -------- |
| 1   | Tadej Pogačar      | UAE Team Emirates    | 4h34'13" |
| 2   | Primož Roglič      | Team Jumbo–Visma     | a.t.     |
| 3   | Richie Porte       | Trek–Segafredo       | +5"      |
| 4   | Miguel Ángel López | Astana               | +8"      |
| 5   | Enric Mas          | Movistar Team        | +15"     |
| 6   | Sepp Kuus          | Team Jumbo–Visma     | +15"     |
| 7   | Mikel Landa        | Team Bahrain McLaren | +15"     |
| 8   | Adam Yates         | Mitchelton-Scott     | +15"     |
| 9   | Rigoberto Urán     | EF Pro Cycling       | +18"     |
| 10  | Alejandro Valverde | Movistar Team        | +24"     |

| Loc | Concurent          | Echipă               | Timp      |
| --- | ------------------ | -------------------- | --------- |
| 1   | Primož Roglič      | Team Jumbo–Visma     | 65h37'07" |
| 2   | Tadej Pogačar      | UAE Team Emirates    | +40"      |
| 3   | Rigoberto Urán     | EF Pro Cycling       | +1'34"    |
| 4   | Miguel Ángel López | Astana               | +1'45"    |
| 5   | Adam Yates         | Mitchelton-Scott     | +2'03"    |
| 6   | Richie Porte       | Trek–Segafredo       | +2'13"    |
| 7   | Mikel Landa        | Team Bahrain McLaren | +2'16"    |
| 8   | Enric Mas          | Movistar Team        | +3'15"    |
| 9   | Nairo Quintana     | Arkéa–Samsic         | +5'08"    |
| 10  | Tom Dumoulin       | Team Jumbo–Visma     | +5'12"    |

### Etapa a 16-a
15 septembrie - La Tour-du-Pin - Villard-de-Lans - 164 km
| Loc | Concurent             | Echipă                   | Timp     |
| --- | --------------------- | ------------------------ | -------- |
| 1   | Lennard Kämna         | Bora–Hansgrohe           | 4h12'52" |
| 2   | Richard Carapaz       | Ineos Grenadiers         | +1'27"   |
| 3   | Sébastien Reichenbach | Groupama–FDJ             | +1'56"   |
| 4   | Pavel Sivakov         | Ineos Grenadiers         | +2'34"   |
| 5   | Simon Geschke         | CCC Pro Team             | +2'35"   |
| 6   | Warren Barguil        | Arkéa–Samsic             | +2'37"   |
| 7   | Tiesj Benoot          | Team Sunweb              | +2'41"   |
| 8   | Nicolas Roche         | Team Sunweb              | +2'47"   |
| 9   | Quentin Pacher        | B&B Hotels–Vital Concept | +2'51"   |
| 10  | Julian Alaphilippe    | Deceuninck–Quick-Step    | +2'54"   |

| Loc | Concurent          | Echipă               | Timp      |
| --- | ------------------ | -------------------- | --------- |
| 1   | Primož Roglič      | Team Jumbo–Visma     | 70h06'47" |
| 2   | Tadej Pogačar      | UAE Team Emirates    | +40"      |
| 3   | Rigoberto Urán     | EF Pro Cycling       | +1'34"    |
| 4   | Miguel Ángel López | Astana               | +1'45"    |
| 5   | Adam Yates         | Mitchelton-Scott     | +2'03"    |
| 6   | Richie Porte       | Trek–Segafredo       | +2'13"    |
| 7   | Mikel Landa        | Team Bahrain McLaren | +2'16"    |
| 8   | Enric Mas          | Movistar Team        | +3'15"    |
| 9   | Tom Dumoulin       | Team Jumbo–Visma     | +5'19"    |
| 10  | Nairo Quintana     | Arkéa–Samsic         | +5'43"    |

### Etapa a 17-a
16 septembrie - Grenoble - Méribel (Col de la Loze) - 170 km
| Loc | Concurent          | Echipă               | Timp     |
| --- | ------------------ | -------------------- | -------- |
| 1   | Miguel Ángel López | Astana               | 4h49'08" |
| 2   | Primož Roglič      | Team Jumbo–Visma     | +15"     |
| 3   | Tadej Pogačar      | UAE Team Emirates    | +30"     |
| 4   | Sepp Kuss          | Team Jumbo–Visma     | +56"     |
| 5   | Richie Porte       | Trek–Segafredo       | +1'01"   |
| 6   | Enric Mas          | Movistar Team        | +1'12"   |
| 7   | Mikel Landa        | Team Bahrain McLaren | +1'20"   |
| 8   | Adam Yates         | Mitchelton-Scott     | +1'20"   |
| 9   | Rigoberto Urán     | EF Pro Cycling       | +1'59"   |
| 10  | Tom Dumoulin       | Team Jumbo–Visma     | +2'13"   |

| Loc | Concurent          | Echipă               | Timp      |
| --- | ------------------ | -------------------- | --------- |
| 1   | Primož Roglič      | Team Jumbo–Visma     | 74h56'04" |
| 2   | Tadej Pogačar      | UAE Team Emirates    | +57"      |
| 3   | Miguel Ángel López | Astana               | +1'26"    |
| 4   | Richie Porte       | Trek–Segafredo       | +3'05"    |
| 5   | Adam Yates         | Mitchelton-Scott     | +3'14"    |
| 6   | Rigoberto Urán     | EF Pro Cycling       | +3'24"    |
| 7   | Mikel Landa        | Team Bahrain McLaren | +3'27"    |
| 8   | Enric Mas          | Movistar Team        | +4'18"    |
| 9   | Tom Dumoulin       | Team Jumbo–Visma     | +7'23"    |
| 10  | Alejandro Valverde | Movistar Team        | +9'13"    |

### Etapa a 18-a
17 septembrie - Méribel - La Roche-sur-Foron - 175 km
| Loc | Concurent          | Echipă               | Timp     |
| --- | ------------------ | -------------------- | -------- |
| 1   | Michał Kwiatkowski | Ineos Grenadiers     | 4h47'33" |
| 2   | Richard Carapaz    | Ineos Grenadiers     | a.t.     |
| 3   | Wout van Aert      | Team Jumbo–Visma     | +1'51"   |
| 4   | Primož Roglič      | Team Jumbo–Visma     | +1'53"   |
| 5   | Tadej Pogačar      | UAE Team Emirates    | +1'53"   |
| 6   | Richie Porte       | Trek–Segafredo       | +1'54"   |
| 7   | Enric Mas          | Movistar Team        | +1'54"   |
| 8   | Mikel Landa        | Team Bahrain McLaren | +1'54"   |
| 9   | Damiano Caruso     | Team Bahrain McLaren | +1'54"   |
| 10  | Tom Dumoulin       | Team Jumbo–Visma     | +1'54"   |

| Loc | Concurent          | Echipă               | Timp      |
| --- | ------------------ | -------------------- | --------- |
| 1   | Primož Roglič      | Team Jumbo–Visma     | 79h45'30" |
| 2   | Tadej Pogačar      | UAE Team Emirates    | +57"      |
| 3   | Miguel Ángel López | Astana               | +1'27"    |
| 4   | Richie Porte       | Trek–Segafredo       | +3'06"    |
| 5   | Mikel Landa        | Team Bahrain McLaren | +3'28"    |
| 6   | Enric Mas          | Movistar Team        | +4'19"    |
| 7   | Adam Yates         | Mitchelton-Scott     | +5'55"    |
| 8   | Rigoberto Urán     | EF Pro Cycling       | +6'05"    |
| 9   | Tom Dumoulin       | Team Jumbo–Visma     | +7'24"    |
| 10  | Alejandro Valverde | Movistar Team        | +12'12"   |

### Etapa a 19-a
18 septembrie - Bourg-en-Bresse - Champagnole - 166,5 km
| Loc | Concurent            | Echipă                | Timp     |
| --- | -------------------- | --------------------- | -------- |
| 1   | Søren Kragh Andersen | Team Sunweb           | 3h36'33" |
| 2   | Luka Mezgec          | Mitchelton–Scott      | +53"     |
| 3   | Jasper Stuyven       | Trek–Segafredo        | +53"     |
| 4   | Greg van Avermaet    | CCC Pro Team          | +53"     |
| 5   | Oliver Naesen        | Ag2r-La Mondiale      | +53"     |
| 6   | Nikias Arndt         | Team Sunweb           | +53"     |
| 7   | Luke Rowe            | Ineos Grenadiers      | +59"     |
| 8   | Sam Bennett          | Deceuninck–Quick-Step | +1'02"   |
| 9   | Peter Sagan          | Bora–Hansgrohe        | +1'02"   |
| 10  | Matteo Trentin       | CCC Pro Team          | +1'02"   |

| Loc | Concurent          | Echipă               | Timp      |
| --- | ------------------ | -------------------- | --------- |
| 1   | Primož Roglič      | Team Jumbo–Visma     | 83h29'41" |
| 2   | Tadej Pogačar      | UAE Team Emirates    | +57"      |
| 3   | Miguel Ángel López | Astana               | +1'27"    |
| 4   | Richie Porte       | Trek–Segafredo       | +3'06"    |
| 5   | Mikel Landa        | Team Bahrain McLaren | +3'28"    |
| 6   | Enric Mas          | Movistar Team        | +4'19"    |
| 7   | Adam Yates         | Mitchelton-Scott     | +5'55"    |
| 8   | Rigoberto Urán     | EF Pro Cycling       | +6'05"    |
| 9   | Tom Dumoulin       | Team Jumbo–Visma     | +7'24"    |
| 10  | Alejandro Valverde | Movistar Team        | +12'12"   |

### Etapa a 20-a
18 septembrie - Lure - La Planche des Belles Filles - 36,2 km (contra-cronometru)
| Loc | Concurent        | Echipă                | Timp   |
| --- | ---------------- | --------------------- | ------ |
| 1   | Tadej Pogačar    | UAE Team Emirates     | 55'51" |
| 2   | Tom Dumoulin     | Team Jumbo–Visma      | +1'21" |
| 3   | Richie Porte     | Trek–Segafredo        | +1'21" |
| 4   | Wout van Aert    | Team Jumbo–Visma      | +1'31" |
| 5   | Primož Roglič    | Team Jumbo–Visma      | +1'56" |
| 6   | Rémi Cavagna     | Deceuninck–Quick-Step | +1'59" |
| 7   | Damiano Caruso   | Team Bahrain McLaren  | +2'29" |
| 8   | David de la Cruz | UAE Team Emirates     | +2'40" |
| 9   | Enric Mas        | Movistar Team         | +2'45" |
| 10  | Rigoberto Urán   | EF Pro Cycling        | +2'54" |

| Loc | Concurent          | Echipă               | Timp      |
| --- | ------------------ | -------------------- | --------- |
| 1   | Tadej Pogačar      | UAE Team Emirates    | 84h26'33" |
| 2   | Primož Roglič      | Team Jumbo–Visma     | +59"      |
| 3   | Richie Porte       | Trek–Segafredo       | +3'30"    |
| 4   | Mikel Landa        | Team Bahrain McLaren | +5'58"    |
| 5   | Enric Mas          | Movistar Team        | +6'07"    |
| 6   | Miguel Ángel López | Astana               | +6'47"    |
| 7   | Tom Dumoulin       | Team Jumbo–Visma     | +7'48"    |
| 8   | Rigoberto Urán     | EF Pro Cycling       | +8'02"    |
| 9   | Adam Yates         | Mitchelton-Scott     | +9'25"    |
| 10  | Damiano Caruso     | Team Bahrain McLaren | +14'03"   |

### Etapa a 21-a
19 septembrie - Mantes-la-Jolie - Paris - 122 km
| Loc | Concurent          | Echipă                   | Timp     |
| --- | ------------------ | ------------------------ | -------- |
| 1   | Sam Bennett        | Deceuninck–Quick-Step    | 2h53'32" |
| 2   | Mads Pedersen      | Trek–Segafredo           | a.t.     |
| 3   | Peter Sagan        | Bora–Hansgrohe           | a.t.     |
| 4   | Alexander Kristoff | UAE Team Emirates        | a.t.     |
| 5   | Elia Viviani       | Cofidis                  | a.t.     |
| 6   | Wout van Aert      | Team Jumbo–Visma         | a.t.     |
| 7   | Caleb Ewan         | Lotto–Soudal             | a.t.     |
| 8   | Hugo Hofstetter    | Israel Start-Up Nation   | a.t.     |
| 9   | Bryan Coquard      | B&B Hotels–Vital Concept | a.t.     |
| 10  | Max Walscheid      | NTT Pro Cycling          | a.t.     |

| Loc | Concurent          | Echipă               | Timp      |
| --- | ------------------ | -------------------- | --------- |
| 1   | Tadej Pogačar      | UAE Team Emirates    | 87h20'05" |
| 2   | Primož Roglič      | Team Jumbo–Visma     | +59"      |
| 3   | Richie Porte       | Trek–Segafredo       | +3'30"    |
| 4   | Mikel Landa        | Team Bahrain McLaren | +5'58"    |
| 5   | Enric Mas          | Movistar Team        | +6'07"    |
| 6   | Miguel Ángel López | Astana               | +6'47"    |
| 7   | Tom Dumoulin       | Team Jumbo–Visma     | +7'48"    |
| 8   | Rigoberto Urán     | EF Pro Cycling       | +8'02"    |
| 9   | Adam Yates         | Mitchelton-Scott     | +9'25"    |
| 10  | Damiano Caruso     | Team Bahrain McLaren | +14'03"   |

## Clasamentele actuale
| Legendă                                  | Legendă                         | Legendă                               | Legendă                             |
| ---------------------------------------- | ------------------------------- | ------------------------------------- | ----------------------------------- |
| A yellow jersey.                         | Liderul clasamentului general   | A white jersey with red polka dots.   | Liderul clasamentului cățărătorilor |
| A green jersey.                          | Liderul clasamentului pe puncte | A white jersey.                       | Liderul clasametnului tinerilor     |
| A white jersey with a yellow number bib. | Liderul clasamentului pe echipe | A white jersey with a red number bib. | Liderul premiului combativității    |

### Clasamentul general
| Loc | Concurent          | Echipă               | Timp      |
| --- | ------------------ | -------------------- | --------- |
| 1   | Tadej Pogačar      | UAE Team Emirates    | 87h20'05" |
| 2   | Primož Roglič      | Team Jumbo–Visma     | +59"      |
| 3   | Richie Porte       | Trek–Segafredo       | +3'30"    |
| 4   | Mikel Landa        | Team Bahrain McLaren | +5'58"    |
| 5   | Enric Mas          | Movistar Team        | +6'07"    |
| 6   | Miguel Ángel López | Astana               | +6'47"    |
| 7   | Tom Dumoulin       | Team Jumbo–Visma     | +7'48"    |
| 8   | Rigoberto Urán     | EF Pro Cycling       | +8'02"    |
| 9   | Adam Yates         | Mitchelton-Scott     | +9'25"    |
| 10  | Damiano Caruso     | Team Bahrain McLaren | +14'03"   |

| Loc | Concurent                  | Echipă                   | Puncte |
| --- | -------------------------- | ------------------------ | ------ |
| 1   | Sam Bennett (IRL)          | Deceuninck–Quick-Step    | 380    |
| 2   | Peter Sagan (SVK)          | Bora–Hansgrohe           | 284    |
| 3   | Matteo Trentin (ITA)       | CCC Pro Team             | 260    |
| 4   | Bryan Coquard (FRA)        | B&B Hotels–Vital Concept | 181    |
| 5   | Wout van Aert (BEL)        | Team Jumbo–Visma         | 174    |
| 6   | Caleb Ewan (AUS)           | Lotto–Soudal             | 170    |
| 7   | Julian Alaphilippe (FRA)   | Deceuninck–Quick-Step    | 150    |
| 8   | Tadej Pogačar (SVN)        | UAE Team Emirates        | 143    |
| 9   | Søren Kragh Andersen (DEN) | UAE Team Emirates        | 138    |
| 10  | Michael Mørkøv (DEN)       | Team Sunweb              | 138    |

| Loc | Concurent                | Echipă                   | Puncte |
| --- | ------------------------ | ------------------------ | ------ |
| 1   | Tadej Pogačar (SLO)      | UAE Team Emirates        | 82     |
| 2   | Richard Carapaz (ECU)    | Ineos Grenadiers         | 74     |
| 3   | Primož Roglič (SVN)      | Team Jumbo–Visma         | 67     |
| 4   | Marc Hirschi (SUI)       | Team Sunweb              | 62     |
| 5   | Miguel Ángel López (COL) | Astana                   | 51     |
| 6   | Benoît Cosnefroy (FRA)   | Ag2r-La Mondiale         | 36     |
| 7   | Pierre Rolland (FRA)     | B&B Hotels–Vital Concept | 36     |
| 8   | Richie Porte (AUS)       | Trek–Segafredo           | 36     |
| 9   | Nans Peters (FRA)        | Ag2r-La Mondiale         | 32     |
| 10  | Lennard Kämna (GER)      | Bora–Hansgrohe           | 27     |

| Loc | Concurent              | Echipă            | Timp         |
| --- | ---------------------- | ----------------- | ------------ |
| 1   | Tadej Pogačar (SLO)    | UAE Team Emirates | 87h 20' 05"  |
| 2   | Enric Mas (ESP)        | Movistar Team     | + 6' 07"     |
| 3   | Valentin Madouas (FRA) | Groupama–FDJ      | + 1h 42' 43" |
| 4   | Daniel Martínez (COL)  | EF Pro Cycling    | + 1h 55' 12" |
| 5   | Lennard Kämna (GER)    | Bora–Hansgrohe    | + 2h 15' 39" |
| 6   | Harold Tejada (COL)    | Astana            | + 2h 37' 02" |
| 7   | Niklas Eg (DEN)        | Trek–Segafredo    | + 2h 50' 04" |
| 8   | Marc Hirschi (SUI)     | Team Sunweb       | + 2h 54' 34" |
| 9   | Neilson Powless (USA)  | EF Pro Cycling    | + 3h 03' 09" |
| 10  | Pavel Sivakov (RUS)    | Ineos Grenadiers  | + 4h 15' 38" |

| Loc | Echipă               | Timp         |
| --- | -------------------- | ------------ |
| 1   | Movistar Team        | 262h 14' 58" |
| 2   | Team Jumbo–Visma     | + 18' 31"    |
| 3   | Team Bahrain McLaren | + 57' 10"    |
| 4   | EF Pro Cycling       | + 1h 16' 43" |
| 5   | Ineos Grenadiers     | + 1h 32' 01" |
| 6   | Trek-Segafredo       | + 1h 39' 39" |
| 7   | Astana               | + 1h 47' 15" |
| 8   | Ag2r-La Mondiale     | +2h 58' 47"  |
| 9   | UAE Team Emirates    | + 3h 06' 46" |
| 10  | Mitchelton–Scott     | + 3h 25' 10" |

## Legături externe
- fr  Site-ul oficial al competiției
- Turul Franței 2020 – ProCyclingStats